# Juha Pasoja
Juha Pasoja (ur. 16 listopada 1976 w Kemi) – piłkarz fiński grający na pozycji środkowego obrońcy. Od 2010 roku jest piłkarzem klubu JJK Jyväskylä.

## Kariera klubowa
Karierę piłkarską Pasoja rozpoczął w klubie Kotkan TP z miasta Kotka. W 1997 roku awansował do kadry pierwszej drużyny i wówczas zadebiutował w niej w rozgrywkach drugiej ligi fińskiej. W 1998 roku awansował z nim do pierwszej ligi fińskiej. W 2000 roku odszedł do Jazz Pori. W klubie tym występował przez dwa sezony w pierwszej lidze.
Z kolei w 2002 roku Pasoja odszedł do Haki. W 2002 roku osiągnął swój pierwszy sukces z tym klubem, gdy zdobył Puchar Finlandii. W 2004 roku wywalczył z Haką mistrzostwo Finlandii, a w 2005 roku ponownie zdobył krajowy puchar.
W 2006 roku Pasoja wyjechał do Norwegii i został piłkarzem zespołu Hamarkameratene. W pierwszej lidze norweskiej zadebiutował 9 kwietnia 2006 w zremisowanym 0:0 domowym meczu z Vikingiem. Na koniec 2006 roku spadł z Ham-Kam do drugiej ligi, a w 2007 roku powrócił do pierwszej, w której grał także w 2008 roku. W 2009 roku ponownie występował z Ham-Kam w drugiej lidze Norwegii.
W 2010 roku Pasoja wrócił do Finlandii i został piłkarzem klubu JJK Jyväskylä. Zadebiutował w nim 23 kwietnia 2010 w meczu z Tampere United.
| Sezon | Klub          | Kraj      | Rozgrywki     | Mecze | Bramki |
| ----- | ------------- | --------- | ------------- | ----- | ------ |
| 1997  | Kotkan TP     | Finlandia | Ykkönen       | 22    | 5      |
| 1998  | Kotkan TP     | Finlandia | Ykkönen       | 23    | 2      |
| 1999  | Kotkan TP     | Finlandia | Veikkausliiga | 25    | 7      |
| 2000  | Jazz Pori     | Finlandia | Veikkausliiga | 22    | 6      |
| 2001  | Jazz Pori     | Finlandia | Veikkausliiga | 30    | 5      |
| 2002  | FC Haka       | Finlandia | Veikkausliiga | 26    | 1      |
| 2003  | FC Haka       | Finlandia | Veikkausliiga | 25    | 5      |
| 2004  | FC Haka       | Finlandia | Veikkausliiga | 16    | 2      |
| 2005  | FC Haka       | Finlandia | Veikkausliiga | 25    | 1      |
| 2006  | Ham-Kam       | Norwegia  | Tippeligaen   | 23    | 4      |
| 2007  | Ham-Kam       | Norwegia  | Adeccoligaen  | 25    | 9      |
| 2008  | Ham-Kam       | Norwegia  | Tippeligaen   | 17    | 2      |
| 2009  | Ham-Kam       | Norwegia  | Adeccoligaen  | 19    | 4      |
| 2010  | JJK Jyväskylä | Finlandia | Veikkausliiga | 24    | 1      |
| 2011  | JJK Jyväskylä | Finlandia | Veikkausliiga |       |        |

## Kariera reprezentacyjna
W reprezentacji Finlandii Pasoja zadebiutował 16 listopada 2003 roku w wygranym 2:1 towarzyskim spotkaniu z Hondurasem. W kadrze narodowej od 2003 do 2008 rozegrał 15 meczów.
| Mecze i gole w reprezentacji | Mecze i gole w reprezentacji | Mecze i gole w reprezentacji | Mecze i gole w reprezentacji | Mecze i gole w reprezentacji | Mecze i gole w reprezentacji | Mecze i gole w reprezentacji |
| #                            | Data                         | Stadion                      | Rywal                        | Wynik                        | Gol                          | Rozgrywki                    |
| 2003                         | 2003                         | 2003                         | 2003                         | 2003                         | 2003                         | 2003                         |
| ---------------------------- | ---------------------------- | ---------------------------- | ---------------------------- | ---------------------------- | ---------------------------- | ---------------------------- |
| 1.                           | 16.11.2003                   | Houston, Stany Zjednoczone   | Honduras                     | 2:1                          | 0                            | towarzyski                   |
| 2.                           | 19.11.2003                   | San José, Kostaryka          | Kostaryka                    | 1:2                          | 0                            | towarzyski                   |
| 2004                         |                              |                              |                              |                              |                              |                              |
| 3.                           | 01.12.2004                   | Manama, Bahrajn              | Bahrajn                      | 2:1                          | 0                            | towarzyski                   |
| 4.                           | 03.12.2004                   | Manama, Bahrajn              | Oman                         | 0:0                          | 0                            | towarzyski                   |
| 2005                         |                              |                              |                              |                              |                              |                              |
| 5.                           | 09.02.2005                   | Nikozja, Cypr                | Cypr                         | 2:1                          | 0                            | towarzyski                   |
| 6.                           | 12.11.2005                   | Helsinki, Finlandia          | Estonia                      | 2:2                          | 0                            | towarzyski                   |
| 2006                         |                              |                              |                              |                              |                              |                              |
| 7.                           | 21.01.2006                   | Rijad, Arabia Saudyjska      | Arabia Saudyjska             | 1:1                          | 0                            | towarzyski                   |
| 8.                           | 25.01.2006                   | Rijad, Arabia Saudyjska      | Korea Południowa             | 0:1                          | 0                            | towarzyski                   |
| 9.                           | 18.02.2006                   | Shizuoka, Japonia            | Japonia                      | 0:2                          | 0                            | towarzyski                   |
| 10.                          | 28.02.2006                   | Larnaka, Cypr                | Kazachstan                   | 0:0                          | 0                            | towarzyski                   |
| 11.                          | 25.05.2006                   | Göteborg, Szwecja            | Szwecja                      | 0:0                          | 0                            | towarzyski                   |
| 12.                          | 16.08.2006                   | Helsinki, Finlandia          | Irlandia Północna            | 1:2                          | 0                            | towarzyski                   |
| 2008                         |                              |                              |                              |                              |                              |                              |
| 13.                          | 06.02.2008                   | Nikozja, Cypr                | Grecja                       | 1:2                          | 0                            | towarzyski                   |
| 14.                          | 26.03.2008                   | Sofia, Bułgaria              | Bułgaria                     | 1:2                          | 0                            | towarzyski                   |
| 15.                          | 29.05.2008                   | Duisburg, Niemcy             | Turcja                       | 0:2                          | 0                            | towarzyski                   |